# Krassimir Simitschijski
Krassimir Simitschijski (bulgarisch Красимир Симитчийски; geboren am 26. Juli 2000) ist ein bulgarischer Skispringer.

## Werdegang
Seinen ersten verzeichneten Auftritt hatte Krassimir Simitschijski bei den bulgarischen Meisterschaften 2010, wo er in der jüngeren Juniorenklasse von der K 15 gewann. In derselben Saison gewann er auch den bulgarischen Nadeschdi-Pokal, eine Auszeichnung für Jugendspringer, in der Juniorenklasse, 2014 gelang ihm das erneut. Dazu wurde er 2012 und 2015 bulgarischer Juniorenmeister und 2013 bulgarischer Meister.
Simitschijski gab sein internationales Debüt am 19. Januar 2013 beim FIS-Cup in Râșnov, konnte jedoch keine Punkte erzielen. Erst in der nächsten Saison konnte er sich, erneut in Râșnov, unter den Top 30 platzieren. Danach nahm er in Kranj an seinem ersten Continental-Cup teil, war dort jedoch erfolglos. In der Folge erzielte er bis zur Saison 2018/19 weder im FIS-Cup noch im Continental-Cup Punkte. Erst 2019 schaffte er in Villach mit einem 18. Platz seine beste Platzierung im FIS-Cup. Nachdem er einen Monat später bei zwei Continental-Cup Wettkämpfen in Tschaikowski disqualifiziert wurde, trat er vorerst nicht mehr bei Wettkämpfen an. Im Oktober 2023 gab er jedoch in Râșnov sein Comeback im FIS-Cup und konnte die Wettkämpfe auf dem 20. und 18. Platz abschließen.
Simitschijski nahm auch an einigen Carpath-Cup Wettkämpfen teil, die er immer mit dem 22. oder einem besseren Platz abschloss.
Bei den Juniorenweltmeisterschaften 2017 in Park City und dem Europäischen Olympischen Winterjugendfestival 2017 in Erzurum wurde Simitschijski, obwohl er immer unter den letzten Zehn war, bester Bulgare. Er nahm auch an den Juniorenweltmeisterschaften 2016 in Râșnov teil, wurde aber disqualifiziert.